# Rocco Zito
Rocco Zito (Fiumara, 19 agosto 1928 – Toronto, 29 gennaio 2016) è stato un mafioso italiano, appartenente alla 'Ndrangheta.

## Primi anni
Nasce nel 1928 a Fiumara, in provincia di Reggio Calabria, da Domenico Zito, già condannato nel 1930 per "picciotteria", termine all'epoca per definire le consorterie criminali mafiose.
Emigra al terzo tentativo nei primi anni '50 a Toronto in Canada e ufficialmente svolge come professione il venditore di ceramiche.
I suoi affari spaziano dal traffico di droga, il gioco d'azzardo e al contrabbando.

## Camera di controllo e traffico di eroina con la mafia newyorchese
Secondo le forze dell'ordine canadese avrebbe iniziato a far parte della Camera di controllo, organismo organizzativo delle locali in Canada della 'ndrangheta sin dalla sua nascita nel 1962 insieme a Giacomo Luppino, Michele Racco, Salvatore Triumbari, Filippo Vendemini, Vincenzo Deleo e Cosimo Stalteri).
Nel 1970 viene scoperto durante una riunione in un Holiday Inn con Sergio Gambino, boss della mafia newyorchese per un traffico di eroina tra Stati Uniti e Canada. In quel periodo prenderà contatti anche con la famiglia Bonanno.

## Accuse di omicidio
Nel 1986 viene accusato di aver ucciso l'usuraio Rosario Sciarrino trovato congelato e fatto a pezzi nei sacchi della spazzatura, avendo dichiarato di essersi difeso in quanto colpito da un colpo di arma da fuoco alla gamba evita di essere accusato di omicidio.
Le forze dell'ordine canadesi lo tengono di mira e viene sospettato di almeno 6 omicidi fu condannato invece per contrabbando e ricettazione.

## Gli ultimi anni
Durante la seconda guerra di 'ndrangheta in Calabria nei primi anni '90, perde la vita suo fratello Giuseppe Zito e secondo gli investigatori per siglare la fine del conflitto vengono invitati anche esponenti della 'ndrangheta canadese.
Secondo le forze dell'ordine canadesi dal 2008 fu sempre meno coinvolto nelle vicende criminose dell'organizzazione fino alla sua morte avvenuta il 29 gennaio 2016 in casa sua a Toronto, ucciso per mano del genero Domenico Scopelliti che si è subito costituito. Il 5 settembre 2018, Scopelliti fu condannato a cinque anni e otto mesi di carcere.